# Leopoldo Miguez

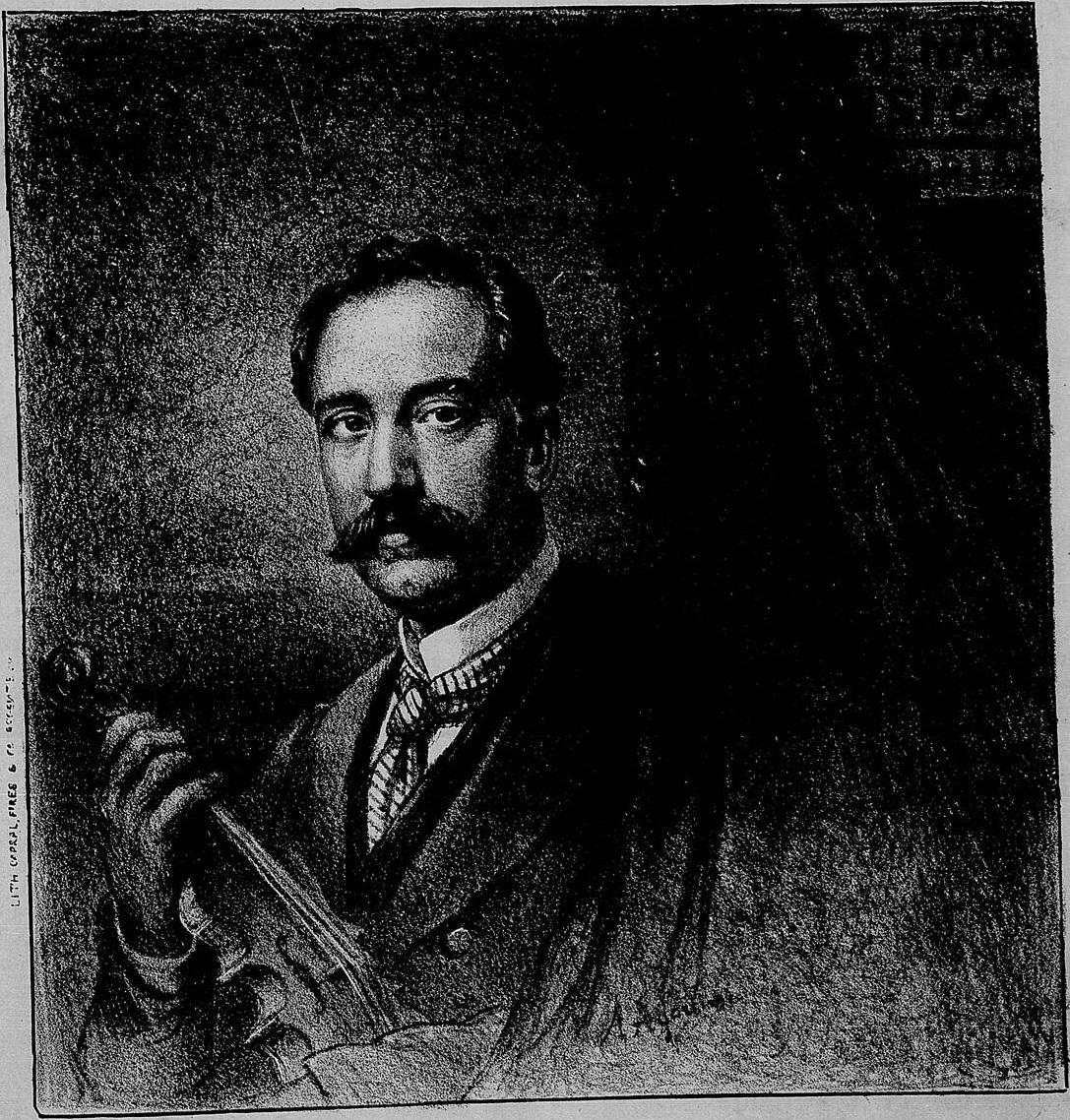
Leopoldo Miguez

Leopoldo Américo Miguez (* 9. September 1850 in Niterói, Rio de Janeiro; † 6. Juli 1902 in Rio de Janeiro) war ein brasilianischer Komponist.
Miguez wurde in Porto und Paris ausgebildet. Ab 1890 wirkte er als Leiter des Instituto Nacional de Música und Operndirigent in Rio de Janeiro. Er komponierte zwei Opern, eine Sinfonie, sechs sinfonische Dichtungen, Ouvertüren, Walzer, Märsche, kammermusikalische Werke und Klavierstücke.